# Distretto di Çamlıhemşin
Il distretto di Çamlıhemşin (in turco Çamlıhemşin ilçesi) è uno dei distretti della provincia di Rize, in Turchia.